# Akademisches Sinfonieorchester der Sankt Petersburger Philharmonie
Das Akademische Sinfonieorchester der Sankt Petersburger Philharmonie (russisch Академический симфонический оркестр Санкт-Петербургской филармонии, Transkription Akademitscheski simfonitscheski orkestr Sankt-Peterburgskoi filarmonii, wiss. Transliteration Akademičeskij simfoničeskij orkestr Sankt-Peterburgskoj filarmonii, kurz: АСО СПб филармонии; englisch St. Petersburg [Academic] Symphony Orchestra, früher  Leningrad Symphony Orchestra) ist eines der beiden russischen Sinfonieorchester, die in der Sankt Petersburger Philharmonie beheimatet sind. Es ist nicht zu verwechseln mit dem anderen dort residierenden, älteren und bekannteren Orchester, den Sankt Petersburger Philharmonikern.

## Geschichte
Das Orchester wurde 1931 als Konzertensemble gegründet und bald zum Sinfonieorchester des Leningrader Rundfunks (kurz: Leningrader Rundfunkorchester) ausgebaut. Es arbeitete zunächst mit mehreren, wechselnden Dirigenten zusammen. Zu den ständigen Dirigenten des Orchesters in den Anfangsjahren gehörten Heinz Unger und Issai Alterman.
Während der Leningrader Blockade war das Rundfunkorchester das einzige Orchester, das in der Stadt verblieb und noch im November 1941 Beethovens 9. Sinfonie aufführte. In der belagerten Stadt musste es dann im Dezember 1941 den Betrieb einstellen. Obwohl über ein Drittel der Musiker im Krieg bis dahin gefallen war, gelang es mit überlebenden Mitgliedern des Orchesters und weiteren, von der Front zurückbeorderten Musikern am 9. August 1942 Schostakowitschs 7. Sinfonie (Leningrader) unter Karl Eliasberg im Großen Saal der Philharmonie in Leningrad, der Widmungsstadt des Werks, zur Aufführung zu bringen. Das unter großem Aufwand ermöglichte, seinerzeit auch propagandistisch wichtige Ereignis symbolisierte in den Augen der Weltöffentlichkeit den Kampf der Sowjetunion gegen die Truppen des NS-Regimes. Insgesamt 300 Mal trat das Orchester während der Blockade auf.
1953 kam das Orchester unter das organisatorische Dach der späteren Sankt Petersburger Philharmonie. Mit Igor Strawinsky (1962) und Benjamin Britten (1963) leiteten zu Zeiten der Tauwetter-Periode erstmals zwei westliche Komponisten als Gastdirigenten einige Konzerte des Orchesters. Unter dem Dirigenten Arvīds Jansons unternahm das Orchester 1965 eine erste Auslandstournee und konzertierte in Finnland. Juri Temirkanow, der 1968 die Leitung übernahm, verstärkte die Tourneetätigkeit unter dem Namen Leningrad Symphony Orchestra. Er bereiste mit dem Orchester Skandinavien, die Niederlande, Japan sowie die USA und gab Konzerte u. a. im Concertgebouw Amsterdam und in der Carnegie Hall New York.
Es folgte die Ära unter Alexander Dmitrijew (1977–2018). In dieser Zeit erhielt das Orchester den Ehrentitel Akademisch (1985) und nannte sich ab Anfang der 1990er Jahre St. Petersburg Symphony Orchestra. Unter Dmitrijew erweiterte es das Repertoire mit Werken von Luigi Nono, György Ligeti, John Adams, George Crumb und Astor Piazzolla, zudem legte es Gesamteinspielungen der Sinfonien von Beethoven und Schubert vor. 2017 gastierte es in Großbritannien.
Seit 2018 ist Wladimir Altschuler Dirigent des Orchesters. Unter Nikolai Alexejew folgte 2019 eine China-Tournee.

## Chefdirigenten und ständige Dirigenten
- Heinz Unger (1934–1936)
- Issai Alterman (1937–1943)
- Karl Eliasberg (1937–1950)
- Nikolai Rabinowitsch (1950–1957)[9]
- Arvīds Jansons (1964–1967)
- Juri Temirkanow (1968–1976)
- Alexander Dmitrijew (1977–2018)
- Wladimir Altschuler (seit 2018)